# Vojkovići, Kolašin
Vojkovići este un sat din comuna Kolašin, Muntenegru. Conform datelor de la recensământul din 2003, localitatea are 83 de locuitori (la recensământul din 1991 erau 104 locuitori).

## Demografie
În satul Vojkovići locuiesc 62 de persoane adulte, iar vârsta medie a populației este de 38,6 de ani (36,2 la bărbați și 41,1 la femei). În localitate sunt 28 de gospodării, iar numărul mediu de membri în gospodărie este de 2,96.
Populația localității este foarte eterogenă.
|  |

| Demografie | Demografie | Demografie |
| An         | Locuitori  | Locuitori  |
| ---------- | ---------- | ---------- |
|            |            |            |
|            |            |            |
|            |            |            |
|            |            |            |
| 1948       | 133        |            |
| 1953       | 138        |            |
| 1961       | 120        |            |
| 1971       | 107        |            |
| 1981       | 106        |            |
| 1991       | 104        | 104        |
| 2003       | 84         | 83         |

| \| Componența etnică conform recensământului din 2003[2] \| Componența etnică conform recensământului din 2003[2] \| Componența etnică conform recensământului din 2003[2] \| Componența etnică conform recensământului din 2003[2] \| Componența etnică conform recensământului din 2003[2] \| \| ----------------------------------------------------- \| ----------------------------------------------------- \| ----------------------------------------------------- \| ----------------------------------------------------- \| ----------------------------------------------------- \| \| \| \| \| \| \| \| Muntenegreni \| Muntenegreni \| \| 42 \| 50,6% \| \| Sârbi \| Sârbi \| \| 41 \| 49,39% \| \| necunoscută \| necunoscută \| \| 0 \| 0% \| |              |  |    |        |
| Componența etnică conform recensământului din 2003 |              |  |    |        |
| |              |  |    |        |
| Muntenegreni | Muntenegreni |  | 42 | 50,6%  |
| Sârbi | Sârbi        |  | 41 | 49,39% |
| necunoscută | necunoscută  |  | 0  | 0%     |